# Голос (франшиза)
The Voice («Голос») — формат телевизионных вокальных конкурсов.
Первым телешоу в данном формате был The Voice of Holland («Голос Голландии»), придуманный голландским продюсером Джоном де Молем и запущенный в 2010 году на нидерландском телевидении.
Позже шоу по такому же формату появились по лицензии во многих странах мира, таких как США, Германия, Великобритания, Китай, Россия, Франция, Канада, Бельгия, Турция, Австралия, Португалия, Бразилия, Таиланд, Польша, Испания, Румыния, Украина, Южная Африка и других.

## История
Джон де Моль, создатель телешоу Big Brother, создал концепцию «Голоса» в сотрудничестве с голландским певцом Рулом ван Велзеном. Шоу «Голос» отличается от франшиз X Factor и Idol тем, что в первую очередь фокусируется на способности петь и исполнительских данных.
Трансляции нового телешоу The Voice of Holland («Голос Голландии») начались 17 сентября 2010 года на нидерландском телеканале RTL 4. Судьями/тренерами (которых в данном шоу окрестили «наставниками») на шоу были Ангела Гротхёйзен, Рул ван Велзен, Ник и Саймон, а также Йерун ван дер Бум. Шоу имело мгновенный успех в Нидерландах.
Формат был позже продан по лицензии в различные страны.

## Формат
Участники — начинающие певцы, набранные через прослушивания.
Формат шоу включает четыре стадии соревнований.
Первый — слепые прослушивания. В нём четыре наставника, сами известные музыканты, слушают конкурсантов, сидя в отвёрнутых от сцены креслах, так что не имеют возможности их видеть. Если наставнику нравится пение какого-то участника, он нажимает кнопку и кресло поворачивается лицом к сцене. Нажатие кнопки означает, что данный наставник хотел бы с конкурсантом работать. Если свои кнопки нажимают сразу несколько наставников, конкурсант сам выбирает, с кем бы он хотел продолжать работать.
Слепые прослушивания заканчиваются, когда у каждого наставника набирается установленное количество подопечных. Наставники начинают заниматься развитием конкурсантов в своих командах как в музыкальном, так и в духовном плане, а в некоторых случаях и в физическом, давая им советы и делясь секретами своего успеха.
Конкурсанты, успешно прошедшие слепые прослушивания, переходят в раунд поединков, в котором наставник ставит двух членов своей собственной команды друг против друга: по два участника поют песню дуэтом перед аудиторией. После выступления тренер должен выбрать из дуэта одного — того, кто продолжит участие. Если победителя нет или не удаётся выбрать, то он определяется жребием, а именно подбрасыванием монеты. В некоторых версиях шоу есть воровство, когда другой наставник может своровать не выбранного своим наставником участника. Для этому ему надо нажать свою кнопку. Как и в слепых прослушиваниях, если более чем один тренер нажимает кнопку, участник выбирает, к какому наставнику пойти. У каждого тренера есть определённое максимальное количество перехватов (обычно один или два).
В некоторых версиях победители раундов с поединками вступают в раунды на вылет. Как и в поединках, каждый тренер ставит по два члена из своей собственной команды друг против друга. На этот раз участник поёт песню по своему выбору один, а другой смотрит и ждёт. После этого тренер выбирает одного, а второй выбывает из конкурса. По итогам раундов на вылет сильнейшие участники каждой команды переходят к соревнованиям в прямом эфире. В этой финальной стадии конкурса лучшие участники из каждой команды соревнуются друг против друга в прямом эфире. Телезрители голосуют за спасение одного из участников в каждой команде, и наставник тоже спасает одного из участников. В следующем раунде публика выбирает между двумя участниками, что остались в каждой команде, и наставник тоже голосует; мнения публики и наставника имеют одинаковый вес.
Наконец, у каждого тренера останется один, лучший участник, и он споёт сольную песню. Из этих четырёх один будет назван победителем (или The Voice — голосом страны) и получит главный приз — контракт на звукозапись.
В некоторых версиях все участники выступают каждую неделю, и только голоса зрителей определяют, которые из них перейдут в следующий раунд — в этом случае формат конкурса такой же, как у серий Idol и The X Factor. Это означает, что любой участник может вылететь и ни одному тренеру не гарантировано место в финале.
Одним из краеугольных камней в формате «Голоса» является возможность для телезрителей как бы самим поучаствовать в нём посредством социальных сетей — «Твиттера», «Фейсбука» и специально созданной для конкурса платформы «connect» («соединиться»), Пользователь может залогиниться через свой аккаунт в какой-нибудь социальной сети и получать информацию о шоу. Платформа также предоставляет возможность онлайн-трансляции выпусков телешоу, а также даёт возможность залогинившимся зрителям голосовать, общаться с друзьями и обсуждать различные темы и вопросы, которые задаются продюсерами на всём протяжении шоу.

## Версии в разных странах
Существует более ста версий этого вокального конкурса в различных странах или регионах, во многих из них также есть детская версия.

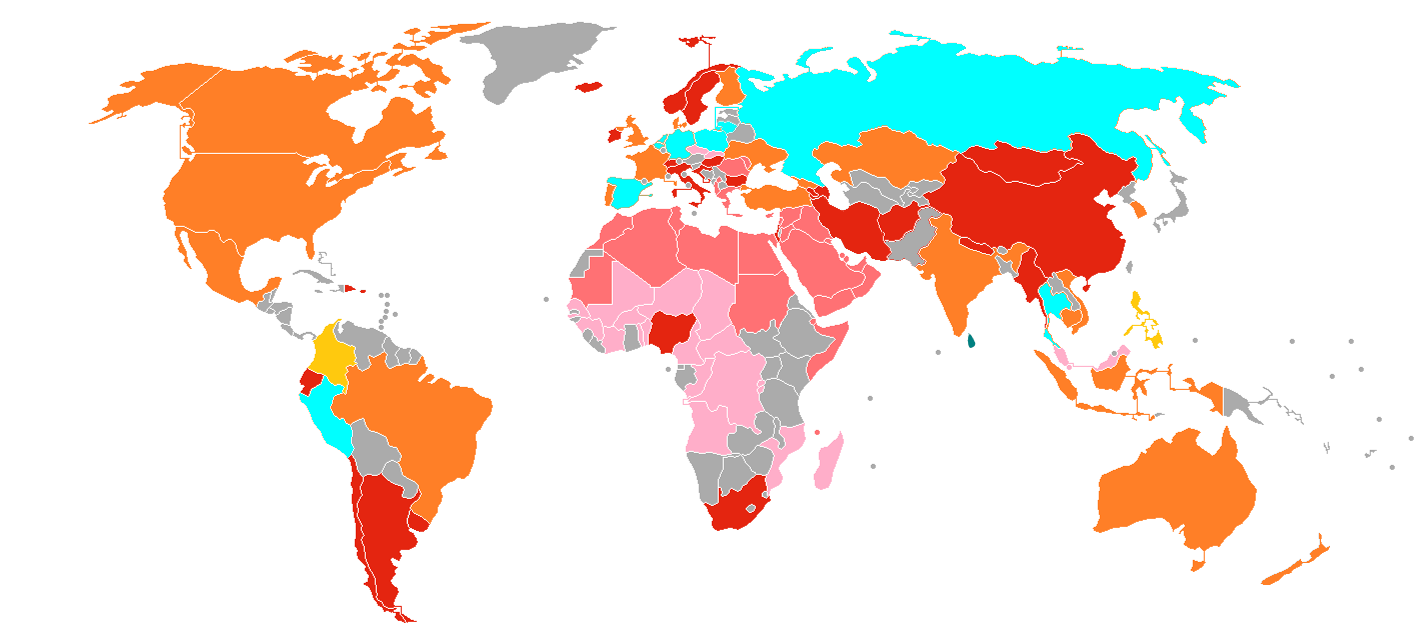
Версии на карте мира:
Взрослая версия
Взрослая и детская версии
Взрослая, детская и возрастная версии
Взрослая, детская и подростковая версии
Часть региональной или международной взрослой версии
Часть региональной или международной взрослой и детской версий